# ISM band
ISM band je engleska kratica od riječi čije značenje ima za industrijsko, znanstveni i medicinski frekvencijski raspon (industrial, scientific and medical).
Područja oko frekvencija 800 MHz, 2,45 GHz i 13 GHz su slobodna za različite primjene u industriji, znanosti i medicini. Za opremu koja radi u tome području nije potrebno ishoditi prethodnu dozvolu niti plaćati koncesiju za uporabu tog frekvencijskoj raspona.
ISM frekvencijski rasponi definirani od strane HAKOM-a su:
| Frekventni raspon | Frekventni raspon | Središnja frekvencija | Dostupnost   |
| ----------------- | ----------------- | --------------------- | ------------ |
| 13.533 kHz        | 13.567 kHz        | 13.560 kHz            | opća dozvola |
| 26.957 kHz        | 27.283 kHz        | 27.120 kHz            | opća dozvola |
| 40.660 MHz        | 40.700 MHz        | 40.680 MHz            | opća dozvola |
| 902.000 MHz       | 928.000 MHz       | 915.000 MHz           | opća dozvola |
| 2.400 GHz         | 2.500 GHz         | 2.450 GHz             | opća dozvola |
| 5.725 GHz         | 5.875 GHz         | 5.800 GHz             | opća dozvola |
| 24.000 GHz        | 24.250 GHz        | 24.125 GHz            | opća dozvola |